# Willy Caballero
Wilfredo ("Willy") Daniel Caballero Lazcano (Santa Elena, 28 september 1981) is een Argentijns voetbalcoach en voormalig profvoetballer die speelde als doelman. Momenteel is hij assistent-trainer van Premier League-club Chelsea.
Hij bracht het grootste deel van zijn carrière door in Spanje, waar hij Elche en Málaga vertegenwoordigde en uitkwam in La Liga met die laatste club. In de zomer van 2014 tekende hij voor Manchester City en hielp hen de League Cup van 2016 te winnen. In 2017 sloot hij zich aan bij Chelsea, waar hij vier seizoenen lang reservekeeper was.
Caballero maakte zijn debuut voor Argentinië in 2018. Hij vertegenwoordigde Argentinië op het WK van 2018 en was ook een niet-spelend lid van de selectie die een gouden medaille won op de Olympische Zomerspelen van 2004.
Caballero is een van de weinige spelers die zowel de CONMEBOL Libertadores als de UEFA Champions League wist te winnen.

## Clubcarrière

### Boca Juniors
Caballero begon zijn profcarrière in 2001 bij Boca Juniors. In drie jaar speelde hij vijftien competitiewedstrijden voor die club.

### Elche en verhuur aan Arsenal Sarandí
In juli 2004 tekende de doelman bij het Spaanse Elche. In januari 2006 werd hij voor zes maanden uitgeleend aan Arsenal de Sarandí. Tussen 2004 en 2011 speelde Caballero honderdzesentachtig competitiewedstrijden voor Elche.

### Málaga
Op 10 februari 2011 tekende Caballero een contract bij Málaga. Deze transfer viel buiten de transferperiode, maar door een zware knieblessure van eerste doelman Sergio Asenjo en een langdurige absentie van tweede doelman Rubén kreeg Málaga toestemming om een nieuwe doelman te halen. Hij debuteerde op 20 februari 2011 tegen Villareal. Op 18 januari 2012 tekende Caballero een contractverlenging tot juni 2016. Op 25 maart 2012 brak hij zijn hand in de competitiewedstrijd tegen Espanyol, waardoor zijn seizoen voorbij was.

### Manchester City
Caballero tekende in juli 2014 een driejarig contract bij Manchester City, dat hem overnam van Málaga. Aan het einde van het seizoen 2016/17 werd zijn contract niet verlengd door de Engelse club.

### Chelsea
Caballero vertrok in juli 2017 transfervrij naar Chelsea, de kampioen van de Premier League in het voorgaande seizoen. Begin juni 2021 kondigde Chelsea aan dat Caballero zou stoppen bij de club wanneer zijn contract eind juni 2021 afliep, nadat hij daar vier jaar onder contract had gestaan. Caballero won met Chelsea onder anderen de FA Cup, de UEFA Europa League en de UEFA Champions League.

### Southampton
Op 6 december 2021 tekende Caballero transfervrij een contract van een maand bij Southampton, dat door blessures van de twee doelmannen Alex McCarthy en Fraser Forster nodig was. Op 7 januari 2022 verlengde Caballero zijn contract tot het einde van het seizoen. Op 1 juli 2022 tekende Caballero een contractverlenging van één jaar bij Southampton. Op 10 juli 2023 nam hij op 41-jarige leeftijd afscheid van het profvoetbal.

## Clubstatistieken
| Seizoen | Club              | Land                | Competitie       | Competitie | Competitie | Beker | Beker | Internationaal | Internationaal | Totaal | Totaal |
| Seizoen | Club              | Land                | Competitie       | Wed.       | Dlp.       | Wed.  | Dlp.  | Wed.           | Dlp.           | Wed.   | Dlp.   |
| ------- | ----------------- | ------------------- | ---------------- | ---------- | ---------- | ----- | ----- | -------------- | -------------- | ------ | ------ |
| 2001/02 | Boca Juniors      | Vlag van Argentinië | Primera División | 4          | 0          | 0     | 0     | 0              | 0              | 4      | 0      |
| 2002/03 | Boca Juniors      | Vlag van Argentinië | Primera División | 4          | 0          | 0     | 0     | 3              | 0              | 7      | 0      |
| 2003/04 | Boca Juniors      | Vlag van Argentinië | Primera División | 1          | 0          | 0     | 0     | 0              | 0              | 1      | 0      |
| 2004/05 | Boca Juniors      | Vlag van Argentinië | Primera División | 6          | 0          | 0     | 0     | 1              | 0              | 7      | 0      |
| 2005/06 | Elche             | Vlag van Spanje     | Segunda División | 10         | 0          | 0     | 0     | —              | —              | 10     | 0      |
| 2005/06 | → Arsenal Sarandí | Vlag van Argentinië | Primera División | 13         | 0          | 0     | 0     | —              | —              | 13     | 0      |
| 2006/07 | Elche             | Vlag van Spanje     | Segunda División | 39         | 0          | 2     | 0     | —              | —              | 41     | 0      |
| 2007/08 | Elche             | Vlag van Spanje     | Segunda División | 38         | 0          | 4     | 0     | —              | —              | 42     | 0      |
| 2008/09 | Elche             | Vlag van Spanje     | Segunda División | 38         | 0          | 2     | 0     | —              | —              | 40     | 0      |
| 2009/10 | Elche             | Vlag van Spanje     | Segunda División | 39         | 0          | 1     | 0     | —              | —              | 40     | 0      |
| 2010/11 | Elche             | Vlag van Spanje     | Segunda División | 22         | 0          | 0     | 0     | —              | —              | 22     | 0      |
| 2010/11 | Málaga            | Vlag van Spanje     | Primera División | 15         | 0          | 0     | 0     | —              | —              | 15     | 0      |
| 2011/12 | Málaga            | Vlag van Spanje     | Primera División | 28         | 0          | 4     | 0     | —              | —              | 32     | 0      |
| 2012/13 | Málaga            | Vlag van Spanje     | Primera División | 36         | 0          | 0     | 0     | 11             | 0              | 47     | 0      |
| 2013/14 | Málaga            | Vlag van Spanje     | Primera División | 38         | 0          | 1     | 0     | —              | —              | 39     | 0      |
| 2014/15 | Manchester City   | Vlag van Engeland   | Premier League   | 2          | 0          | 4     | 0     | 0              | 0              | 6      | 0      |
| 2015/16 | Manchester City   | Vlag van Engeland   | Premier League   | 4          | 0          | 9     | 0     | 1              | 0              | 14     | 0      |
| 2016/17 | Manchester City   | Vlag van Engeland   | Premier League   | 17         | 0          | 4     | 0     | 6              | 0              | 27     | 0      |
| 2017/18 | Chelsea           | Vlag van Engeland   | Premier League   | 3          | 0          | 10    | 0     | 0              | 0              | 13     | 0      |
| 2018/19 | Chelsea           | Vlag van Engeland   | Premier League   | 2          | 0          | 4     | 0     | 2              | 0              | 8      | 0      |
| 2019/20 | Chelsea           | Vlag van Engeland   | Premier League   | 5          | 0          | 7     | 0     | 2              | 0              | 14     | 0      |
| 2020/21 | Chelsea           | Vlag van Engeland   | Premier League   | 1          | 0          | 1     | 0     | 0              | 0              | 2      | 0      |
| 2021/22 | Southampton       | Vlag van Engeland   | Premier League   | 2          | 0          | 2     | 0     | 0              | 0              | 4      | 0      |
| 2022/23 | Southampton       | Vlag van Engeland   | Premier League   | 0          | 0          | 1     | 0     | 0              | 0              | 1      | 0      |
| Totaal  | Totaal            | Totaal              | Totaal           | 367        | 0          | 56    | 0     | 26             | 0              | 451    | 0      |

## Interlandcarrière
Caballero debuteerde op 23 april 2018 in het Argentijns voetbalelftal, tijdens een met 2–0 gewonnen oefeninterland tegen Italië. 

## Erelijst
| Competitie             |              |               |              |              |
| Competitie             | Aantal       | Jaren         |              |              |
| Boca Juniors           | Boca Juniors | Boca Juniors  | Boca Juniors | Boca Juniors |
| ---------------------- | ------------ | ------------- | ------------ | ------------ |
| CONMEBOL Libertadores  | 1x           | 2003          |              |              |
| Intercontinental Cup   | 1x           | 2003          |              |              |
| Primera División       | 1x           | 2003 Apertura |              |              |
| Manchester City        |              |               |              |              |
| Football League Cup    | 1x           | 2015/16       |              |              |
| Chelsea                |              |               |              |              |
| UEFA Champions League  | 1x           | 2020/21       |              |              |
| UEFA Europa League     | 1x           | 2018/19       |              |              |
| FA Cup                 | 1x           | 2017/18       |              |              |
| Argentinië onder 20    |              |               |              |              |
| FIFA WK onder 20       | 1x           | 2001          |              |              |
| Argentinië onder 23    |              |               |              |              |
| Olympische Zomerspelen | 1x           | 2004          |              |              |